# Düwag M/N
M/N – seria przegubowych wagonów tramwajowych wytwarzanych w latach 1975–1999 przez niemieckie zakłady Duewag, MAN i ADtranz.

## Historia
Seria M/N została opracowana na wniosek Essen, Mühlheim i Bochum jako następczyni klasycznych wagonów Duewag, które były produkowane od 1951 roku, oraz nowszego typu Mannheim, który był produkowany od 1969 roku. Konstrukcja nadwozia została zmieniona z konwencjonalnej zaokrąglonej na nowoczesną kanciastą, podobną do tej w wagonach typu B, które były produkowane od 1973 roku. Powiększono okna w przedziale pasażerskim oraz w kabinach motorniczego, zmieniono układ wnętrza. Projekt serii M/N opierał się na założeniu, że wagony będą kursować na liniach kolei miejskiej, które miały wysokie perony, a także na odcinkach wspólnych z tramwajami, gdzie eksploatowano przystanki z peronami niskimi. Ponadto tramwaje serii M/N fabrycznie wyposażono w dwie kabiny motorniczego i drzwi po obu stronach, co pozwalało na ich eksploatację na liniach niezakończonych pętlami.

## Konstrukcja
M/N to tramwaje wysokopodłogowe, dwu- lub trójczłonowe, sześcio- lub ośmioosiowe, dwukierunkowe – posiadają drzwi po obu stronach pojazdu oraz kabiny motorniczego na obu końcach. Nadwozie opiera się na czterech lub sześciu dwuosiowych wózkach, przy czym każdy ze skrajnych wózków wyposażono w dwa silniki. Tramwaj ma dwoje lub troje dwupłatowych drzwi harmonijkowych oraz jedne drzwi jednopłatowe na końcu, brak jest drzwi w środkowym członie. Drzwi wyposażone są w rozkładany stopień, ułatwiający wejście do pojazdu z poziomu szyn. Wagony posiadają uchylne okna i piasecznice.
Produkowane tramwaje różniły się systemem rozruchu i rodzajem silników: montowano rozruch stycznikowy (S, z systemem kontroli i przeciwdziałania poślizgom wagonu i z automatycznie sterowanymi piasecznicami), tyrystorowy (C) lub impulsowy z silnikami asynchronicznymi (D). Prototyp (nr 202) zakupiony przez Mühlheim w 1978 roku był pierwszym zachodnioniemieckim tramwajem, w którym zastosowano silnik asynchroniczny z rozruchem impulsowym.

## Dostawy
| Państwo        | Miasto                 | Typ            | Lata dostaw                       | Liczba | Numery taborowe                                       |             |
| -------------- | ---------------------- | -------------- | --------------------------------- | ------ | ----------------------------------------------------- | ----------- |
| RFN            | Augsburg               | M8C            | 1985                              | 12     | 8001–8012                                             | [ 7 ] [ 8 ] |
| RFN            | Bielefeld              | M8S            | 1976                              | 4      | 501–504                                               | [ 7 ] [ 8 ] |
| RFN            | Bielefeld              | M8C            | 1982–1987                         | 42     | 516–559                                               | [ 7 ] [ 8 ] |
| RFN            | Bielefeld              | M8D            | 1994–1995, 1999                   | 26     | 560–585                                               | [ 7 ] [ 8 ] |
| RFN            | Bielefeld              | MB4            | 1999                              | 6      | 511–515                                               | [ 7 ] [ 8 ] |
| RFN            | Bochum i Gelsenkirchen | M6S            | 1976–77                           | 33     | 301–333                                               | [ 7 ] [ 8 ] |
| RFN            | Bochum i Gelsenkirchen | M6C            | 1981–82                           | 22     | 334–355                                               | [ 7 ] [ 8 ] |
| RFN            | Essen                  | M8S            | 1975–1976                         | 21     | 1001–1020                                             | [ 7 ] [ 8 ] |
| RFN            | Essen                  | M8D            | 1980                              | 1      | 1200                                                  | [ 7 ] [ 8 ] |
| RFN            | Essen                  | M8C            | 1979, 1981, 1982, 1983, 1989–1990 | 56     | 1101–1115, 1116–1131, 1132–1135, 1171–1176, 1401–1415 | [ 7 ] [ 8 ] |
| RFN            | Dortmund               | N8C            | 1978–1982                         | 4      | 101–154                                               | [ 7 ] [ 8 ] |
| RFN            | Heidelberg             | M8C            | 1985–1986                         | 8      | 251–258                                               | [ 7 ] [ 8 ] |
| RFN            | Kassel                 | N8C            | 1981, 1986                        | 22     | 401–422                                               | [ 7 ] [ 8 ] |
| RFN            | Krefeld                | M8C            | 1980–1981                         | 20     | 831–850                                               | [ 7 ] [ 8 ] |
| RFN            | Moguncja               | M8C            | 1984                              | 6      | 271–276                                               | [ 7 ] [ 8 ] |
| RFN            | Mühlheim an der Ruhr   | M8S            | 1976                              | 6      | 271–276                                               | [ 7 ] [ 8 ] |
| RFN            | Mühlheim an der Ruhr   | M6S            | 1977–1978                         | 5      | 277–281                                               | [ 7 ] [ 8 ] |
| RFN            | Mühlheim an der Ruhr   | M6D            | 1978, 1984, 1987, 1992            | 13     | 282–294                                               | [ 7 ] [ 8 ] |
| RFN            | Norymberga             | N6S            | 1976–1977                         | 11     | 361–372                                               | [ 2 ]       |
| Łączna liczba: | Łączna liczba:         | Łączna liczba: | Łączna liczba:                    | 318    |                                                       |             |

## Eksploatacja

### N8C

#### Gdańsk

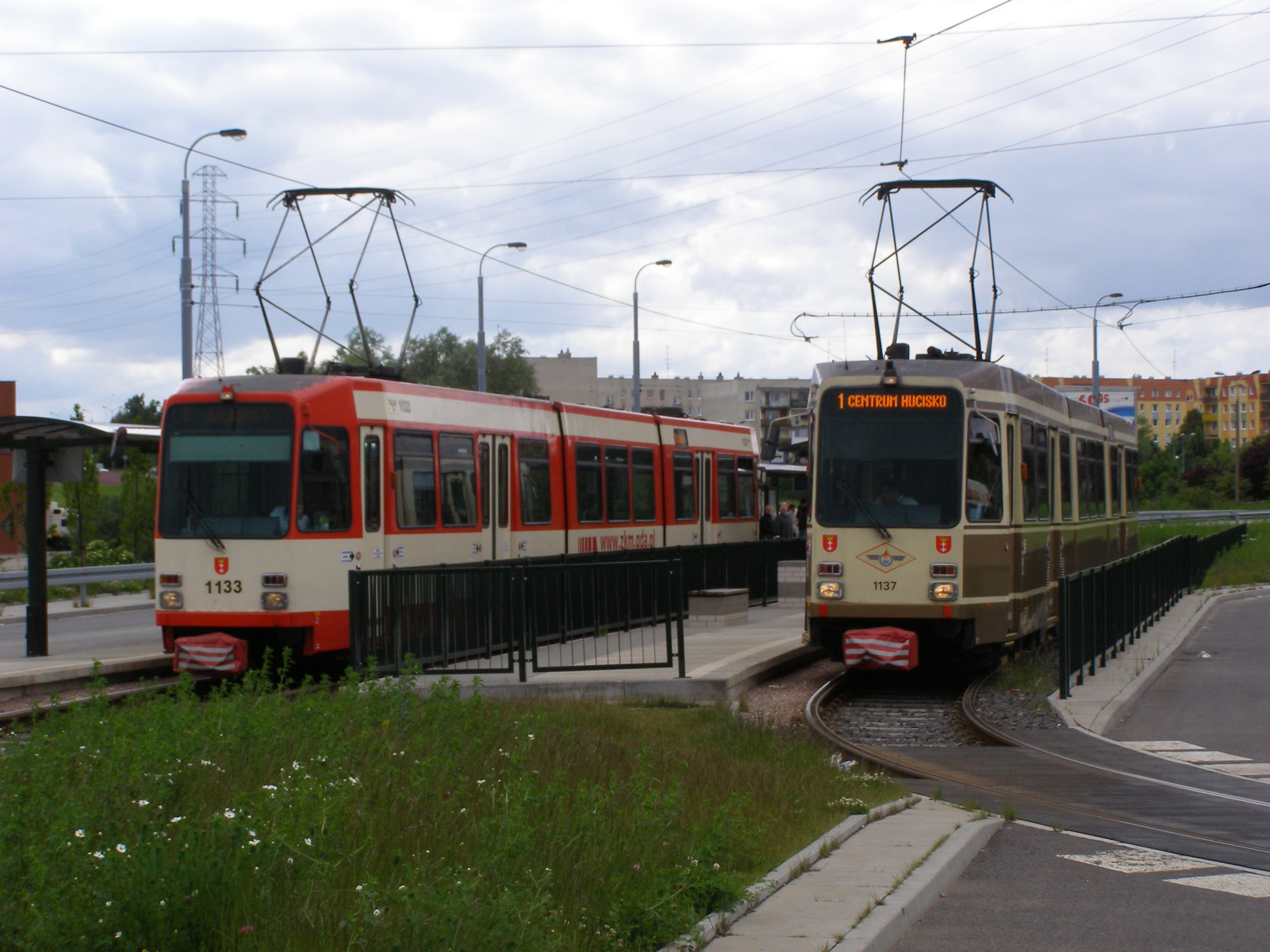
Tramwaje typu Düwag N8C, przemalowane w gdańskich barwach, przed modernizacją

Operator linii tramwajowych na terenie Dortmundu, Stadtwerke Dortmund (DSW21), w związku z przebudową torowisk naziemnych na podziemne zmuszony był wycofać wagony Düwag N8C, nieprzystosowane do eksploatacji podziemnej.
W 2007 roku zadecydowano o sprowadzeniu używanych pojazdów typu N8C do Gdańska w celu uzupełnienia i częściowej wymiany taboru zdominowanego przez składy Konstal 105N. Za jeden sprawny, niewyeksploatowany skład Gdańsk zapłacił ok. 40 tys. euro.

8 lutego 2007 pierwszy w historii Dortmund dotarł do Gdańska. 11 maja 2007 do eksploatacji wprowadzono pierwszy egzemplarz sprowadzony z Dortmundu. Zakład Komunikacji Miejskiej w Gdańsku zakupił wszystkie N8C wycofywane przez DSW21 – łącznie 46 sztuk. W pierwszej połowie 2014 roku Gdańsk za ok. 2,5 mln PLN dokupił 14 tramwajów z Kassel. Później Gdańsk kupił jeszcze 2 używane tramwaje N8C.

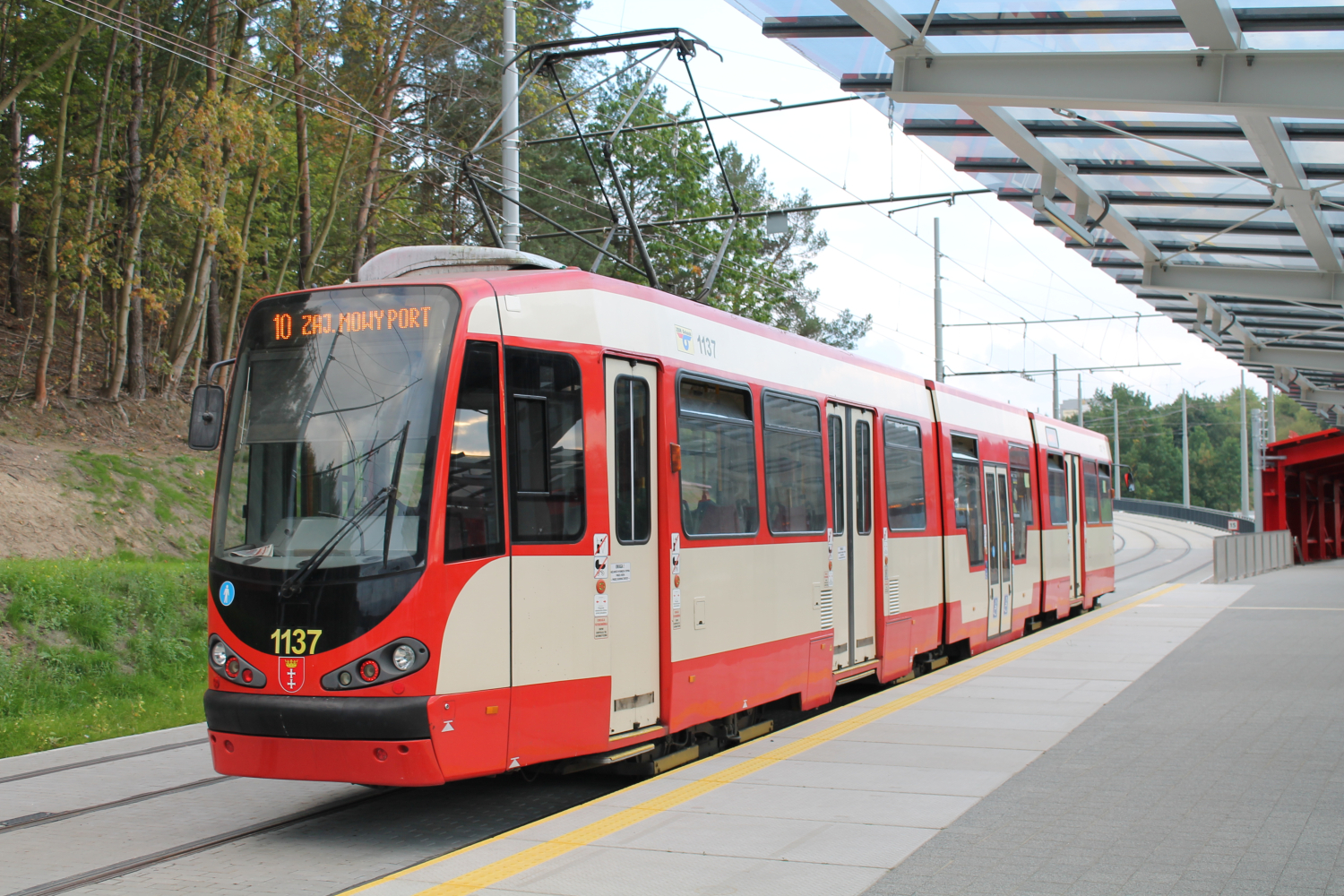
Düwag N8C po przebudowie (Moderus Beta MF 01) w Gdańsku, widoczne dodatkowe drzwi w środkowym, niskopodłogowym członie

W 2008 roku ZKM Gdańsk podjął decyzję o gruntownej modernizacji wszystkich zakupionych składów. W maju 2008 został rozstrzygnięty drugi przetarg na wykonanie modernizacji (pierwszy został oprotestowany przez jednego z oferentów).
Jeden używany tramwaj Dortmund, po remoncie i modernizacji, kosztuje Gdańsk ok. 550 tys. PLN (nowy, współczesny tramwaj kosztuje ok. 7,5 mln PLN). Przebudowy wykonało przedsiębiorstwo Modertrans Poznań, które wygrało przetarg. Tramwaj po przebudowie nosi nazwę Moderus Beta MF 01. Pierwszy Dortmund po przebudowie wyjechał na gdańskie tory 19 maja 2009.
Jeden z tych składów tramwajowych został pomalowany na zielono – w barwy Lechii Gdańsk.
2 składy N8C (#1136 z 1981 i #1144 z 1982) spłonęły w pożarze w zajezdni Nowy Port nocą z 13 na 14 grudnia 2021. W związku z tym podjęto decyzję o poddaniu modernizacji i włączeniu do ruchu dwóch dotychczas niewykorzystywanych składów.

### N6S i N8S

#### Norymberga

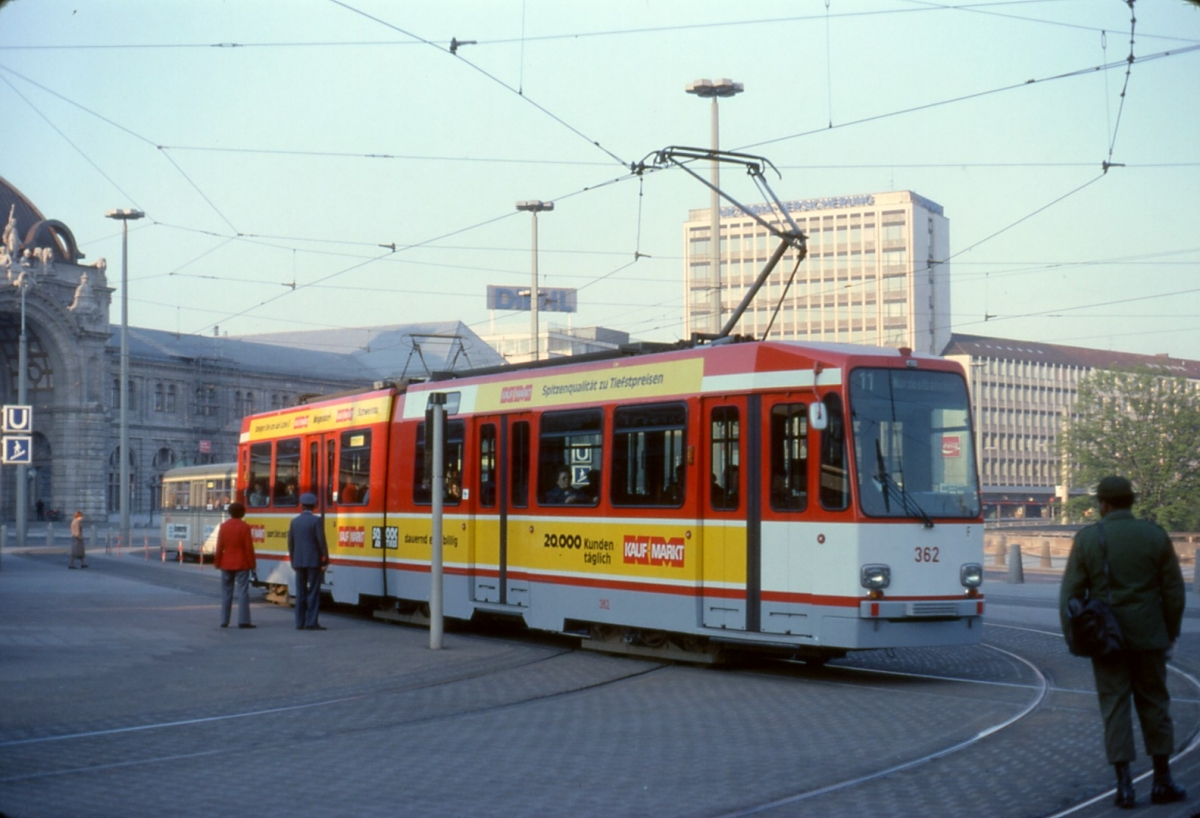
Norymberski N6S przed przebudową

W latach 1976–1977 w zakładach MAN w Norymberdze wyprodukowano 12 tramwajów typu N6S dla miejscowej sieci tramwajowej. N6S były sześcioosiowymi, dwukierunkowymi wagonami tramwajowymi. Wyposażenie elektryczne wykonały firmy Siemens i Kiepe, a wyposażenie mechaniczne – firmy MAN i Düwag. W latach 1992–1993 wszystkie tramwaje poddano przebudowie, w trakcie której pomiędzy dwa istniejące człony wstawiono nowy człon niskopodłogowy podparty dwoma wózkami tocznymi, zmodernizowano aparaturę elektryczną i kabiny motorniczego, zainstalowano odbieraki połówkowe. Tak zmodyfikowane tramwaje oznaczono N8S-NF.

#### Kraków

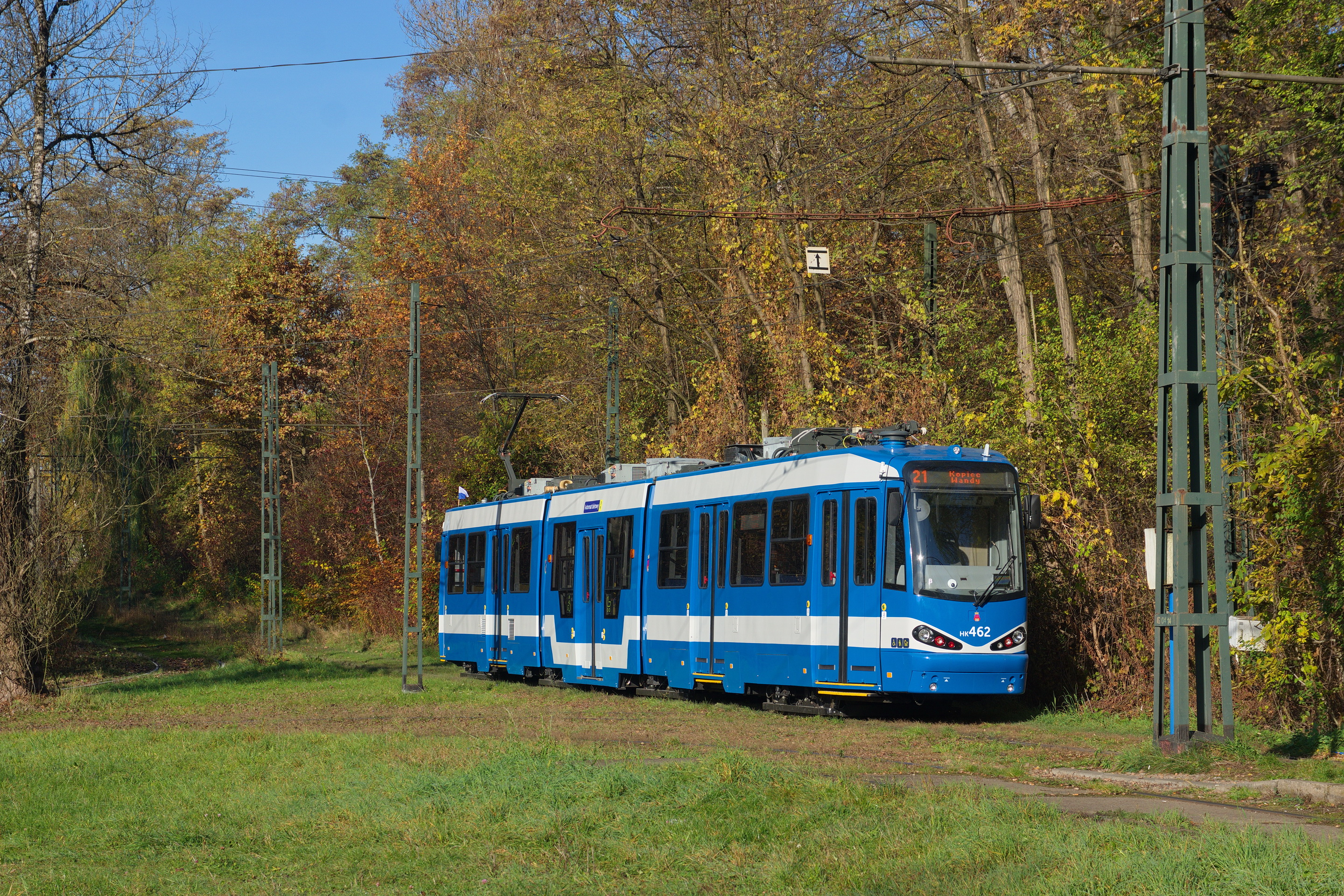
Zmodernizowany tramwaj N8C-NF w Krakowie

We wrześniu 2006 rozpoczęto eksploatację czterech ex-norymberskich wagonów w Krakowie. Kolejne trzy egzemplarze dostarczono pod koniec tego samego roku. We wrześniu 2007 do Krakowa sprowadzono jeszcze dwa wagony typu M8S z Essen. Po zmianie wózków jeden z nich wprowadzono do eksploatacji, a drugi przeznaczono na części zamienne. Na początku 2008 r. zakupiono kolejny N8S z Norymbergi, a w następnym roku kolejne cztery. W 2011 r. do Krakowa przybyły jeszcze trzy wagony.
W 2012 r. zakłady Protram we Wrocławiu zmodernizowały tramwaj M8S pochodzący z Essen. Środkowy człon wagonu wymieniono na niskopodłogowy, zamontowano ściany czołowe z tworzyw sztucznych, wymieniono aparaturę elektryczną, zamontowano nowy odbierak prądu. Modernizacje kolejnych sześciu wagonów prowadzono już w miejscowej Stacji Obsługi i Remontów. W trakcie remontu tramwaje przebudowano na jednokierunkowe poprzez likwidację drzwi z lewej strony nadwozia i drugiej kabiny motorniczego oraz wymieniono układ rozruchu silników. Zmodernizowane tramwaje otrzymały oznaczenie N8C-NF.

### M8C

#### Łódź

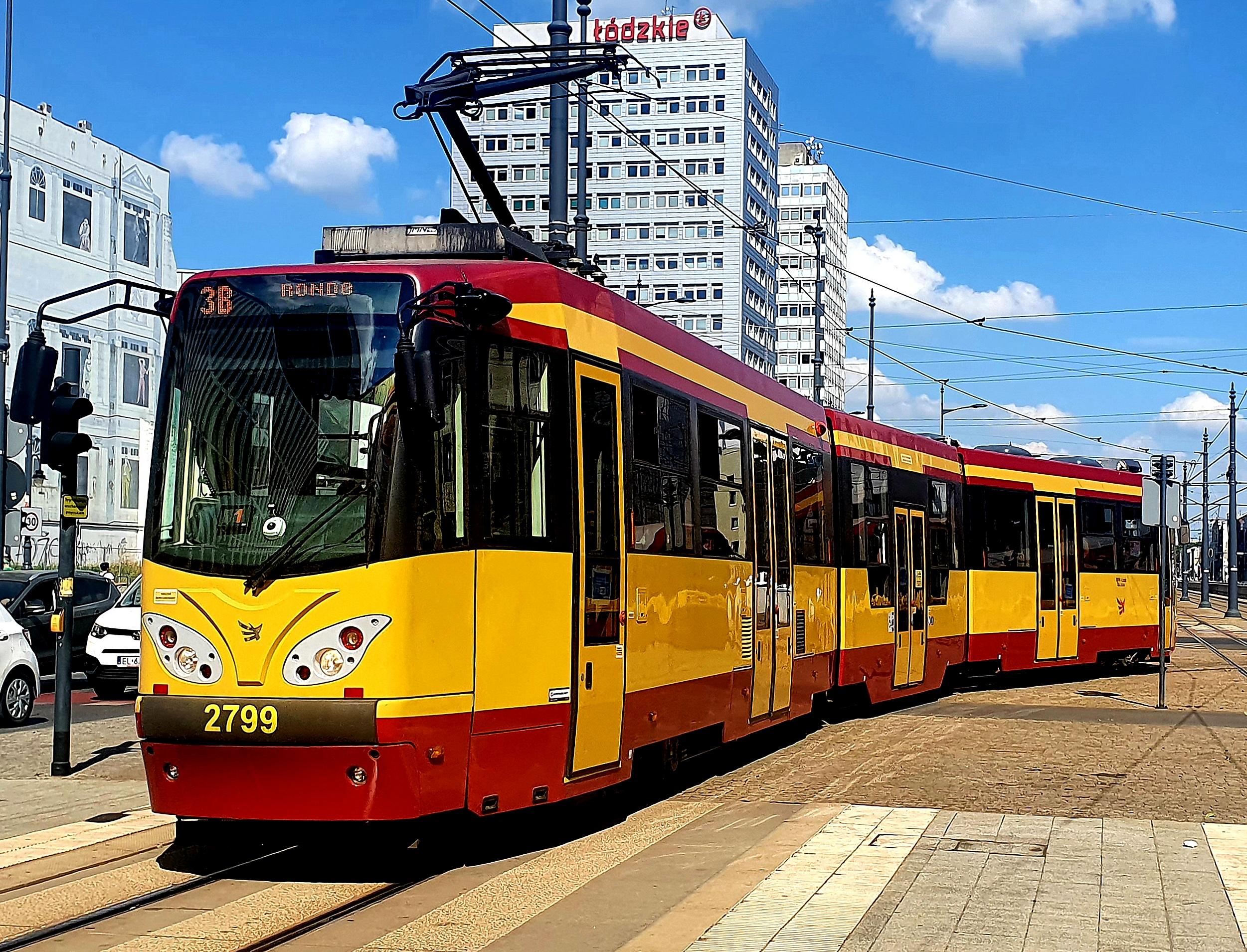
Düwag M8CN w barwach MPK Łódź, czerwiec 2021

W 2013 roku MPK Łódź sprowadziło 14 wagonów M8C produkowanych w latach 1982–1983, które wcześniej obsługiwały linie tramwajowe w Bielefeld. Przydzielone do zajezdni Chocianowice wagony początkowo obsługiwały głównie remontowane odcinki dwutorowych linii, które na czas remontu pozwalały na wykorzystanie jednego toru. Po zakończeniu przebudowy trasy W-Z spotykane były m.in. na linii 41 w relacji Łódź (pl. Niepodległości) – Pabianice (Wiejska). Wagony te zachowały pierwotne trzycyfrowe oznaczenia numeryczne z Bielefeld.
W marcu 2015 na tory po raz pierwszy wyjechała zmodernizowana przez Zakład Techniki MPK Łódź wersja pojazdu oznaczona jako M8CN. Środkowy człon wagonu przebudowano na niskopodłogowy, usunięto rozkładane stopnie, wymianie uległy poszycie pojazdu, jednostki napędowe i instalacja elektryczna, a także zainstalowano system informacji pasażerskiej. Zmodernizowane jednostki oznaczane są według używanego przez MPK Łódź czterocyfrowego klucza 2YXX (2 – numer zajezdni (Chocianowice), Y – ostatnia cyfra roku modernizacji, XX – numer jednostki). Koszt modernizacji składu wyniósł ok. 1,5 mln PLN. Do 2018 planowana jest modernizacja wszystkich wagonów M8C do standardu M8CN.

#### Elbląg

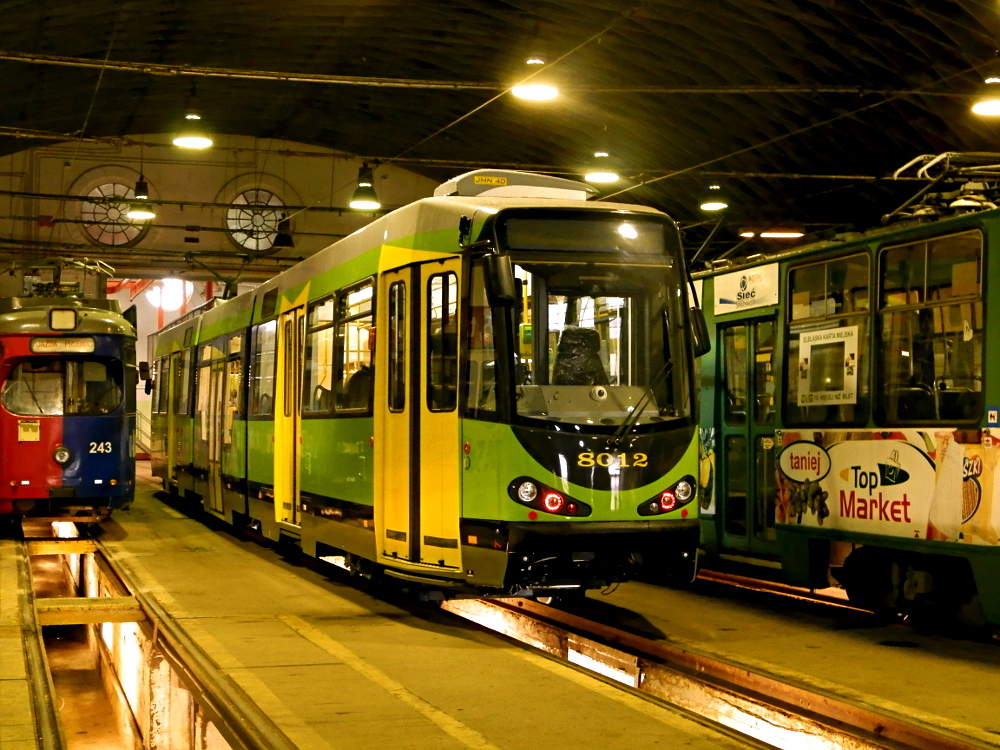
M8C-NF w zajezdni tramwajów Elbląskich.

W 2013 roku Tramwaje Elbląskie zakupiły dwa tramwaje M8C (nr 803, i 812), które wcześniej obsługiwały linie tramwajowe w Augsburgu. Wagony wyróżniają się hamulcami tarczowymi z systemem autodiagnostyki firmy Hanning & Kahl, zainstalowanymi w każdym z czterech wózków, oraz dodatkowymi drzwiami w środkowym członie.
Tramwaje tuż po zakupie przekazano poznańskiemu Modertransowi w celu wykonania modernizacji. Objęła ona wymianę środkowego członu na niskopodłogowy, montaż nowych czół, remont wnętrza i przemalowanie poszycia w barwy elbląskie. W ruchu liniowym zadebiutowały 10 stycznia 2014 r.; otrzymały potoczną nazwę Pędolino. Trzeci tramwaj, nr 810, sprowadzono jako uszkodzony jeszcze w tym samym roku. Po modernizacji połączonej z wymianem napędu na nowy firmy Enika tramwaj wszedł do eksploatacji 16 września 2015 r.
Następne trzy tramwaje (nr 871, 874, 876) sprowadzono w 2016 r. z Mühlheim an der Ruhr. W przeciwieństwie do trzech wcześniej zakupionych egzemplarzy tramwajów tych nie poddano modernizacji. Jedyną modyfikacją były: zmiana biegunowości, montaż sprzęgów Alberta i systemu informacji pasażerskiej. Wagony nr 874 i 876 wycofano z eksploatacji w 2021 r.